# Garden Club Exchange
Garden Club Exchange (abreviado Garden Club Exchange) fue una revista ilustrada con descripciones botánicas que fue publicada en Londres en los años 1841 a 1887.
Fue editada en tres series:
- (Ser. 1) vols. 1-30, 1841-1873;
- (Ser. 2) vols. 1-26,¹1874-1886;
- (Ser. 3) vol. 1+, 1887+